# Tha Alkaholiks
Tha Alkaholiks, noti anche come Tha Liks, è un gruppo hip hop di Los Angeles. Ogni album in studio pubblicato dal gruppo è entrato in almeno una delle classifiche stilate da Billboard.

## Discografia
Album in studio
- 1993 – 21 & Over
- 1995 – Coast II Coast
- 1997 – Likwidation
- 2001 – X.O. Experience
- 2006 – Firewater